# フロリアン・ヒューブナー
フロリアン・ヒュブナー（Florian Hübner , 1991年3月1日 - ）はドイツのサッカー選手。ポジションはDF。1.FCニュルンベルク所属。兄のクリストファー・ヒュブナーとベンヤミン・ヒュブナーもサッカー選手である。

## 経歴
SVヴェーエン・ヴィースバーデンのユースチームに所属し、2009-10シーズンにトップチームに昇格した。
2011年5月18日、ボルシア・ドルトムントのリザーブチームと2年契約を結んだ。しかしトップチーム昇格は果たせず、2013年にSVザントハウゼンに移籍した。
2016-17シーズンよりハノーファー96に所属する。
2018年6月、1.FCウニオン・ベルリンに2年契約で移籍した。2021年1月15日のバイエル・レバークーゼン戦において、ナディーム・アミリに対して人種差別的発言をしたとして、DFBより調査を受けた。
2021年5月14日、1.FCニュルンベルクにフリー移籍で加入し、長期契約を結んだ。